# Pahtajärvi (Jukkasjärvi socken, Lappland, 753826-173895)
Pahtajärvi är en sjö i Kiruna kommun i Lappland och ingår i Torneälvens huvudavrinningsområde. Sjön har en area på 0,215 kvadratkilometer och ligger 326,2 meter över havet. Pahtajärvi ligger i Torne och Kalix älvsystem Natura 2000-område.

## Delavrinningsområde
Pahtajärvi ingår i det delavrinningsområde (753785-174004) som SMHI kallar för Mynnar i Vittangiälven. Medelhöjden är 337 meter över havet och ytan är 25,46 kvadratkilometer. Räknas de 3 avrinningsområdena uppströms in blir den ackumulerade arean 44,58 kvadratkilometer. Kulijoki som avvattnar avrinningsområdet har biflödesordning 3, vilket innebär att vattnet flödar genom totalt 3 vattendrag innan det når havet efter 334 kilometer. Avrinningsområdet består mestadels av skog (81 procent) och sankmarker (17 procent). Avrinningsområdet har 0,4 kvadratkilometer vattenytor vilket ger det en sjöprocent på 1,6 procent.